# Brasão de Belo Horizonte

Brasão de Belo Horizonte

O Brasão de Belo Horizonte é, juntamente com a bandeira, um dos símbolos do município.
A Lei n.º 6.938 de 16 de agosto de 1995 dispõe sobre os símbolos do Município.
Descrição do brasão de Belo Horizonte:
- Uma coroa mural de ouro de cinco torres, privativa de município capital de Estado.
- Escudo redondo português, lembrando a origem da nacionalidade brasileira;
- Em fundo azul, um sol nascente de ouro surgindo do lado esquerdo da Serra do Curral Del Rei, em verde;
- Em chefe de ouro, um triângulo equilátero, em vermelho, símbolo do anseio de liberdade dos inconfidentes mineiros de 1789;
- No filete vermelho, em letras de prata, as legendas: à direita, 17-12-1893 e, à esquerda, 12-12-1897. Datas, respectivas, da criação e instalação da nova capital do Estado de Minas Gerais;

## Até 1957
O primeiro brasão aprovado para a nova capital de Minas foi proposto pelo Arquiteto da Comissão Construtora da Nova Capital, José de Magalhães, em 1895. O desenho, de posse do Museu Histórico Abílio Barreto, mostra também uma proposta de brasão para o Estado de Minas Gerais.

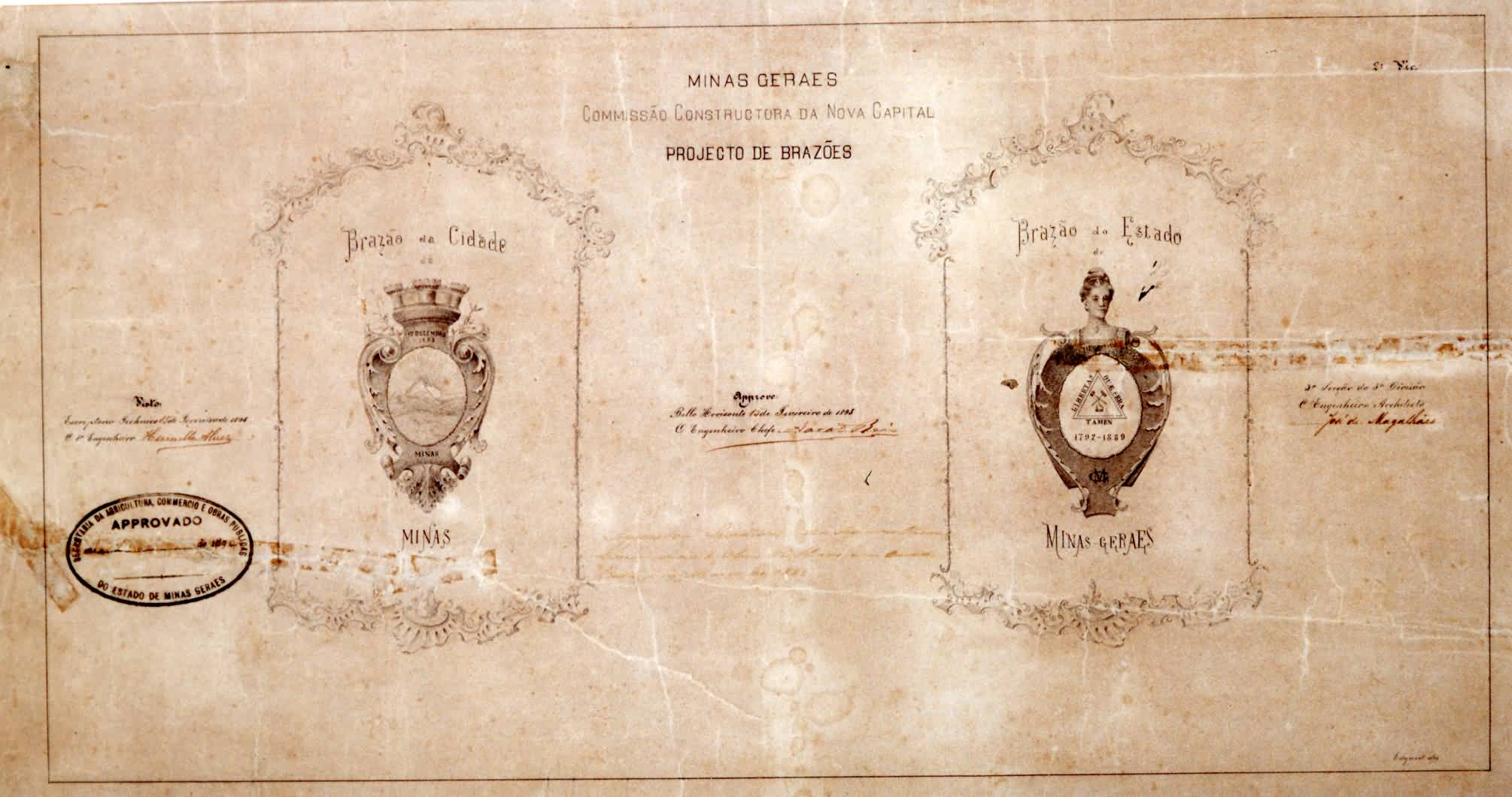
Projeto de Brasão para a nova capital, 1895
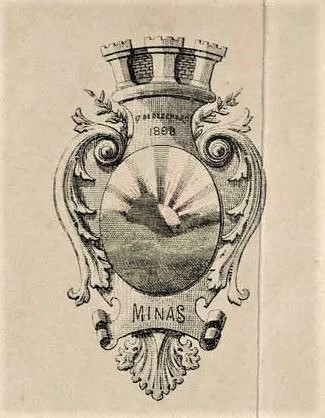
Primeira versão do Brasão de Belo Horizonte
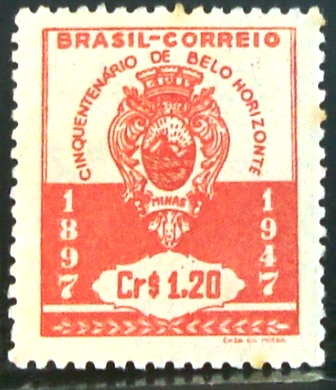
Selo comemorativo do cinquentenário da cidade, 1947

Esta versão perdurou até a década de 1950, podendo ser vista em diversos mapas dos primeiros anos da capital, e também nas fachadas de edifícios públicos como o antigo Conselho Deliberativo (no cruzamento da Av. Augusto de Lima com Rua da Bahia, atual Museu da Moda) e na fachada do 1º Batalhão de Polícia Militar (na praça Floriano Peixoto).

## Projetos não adotados

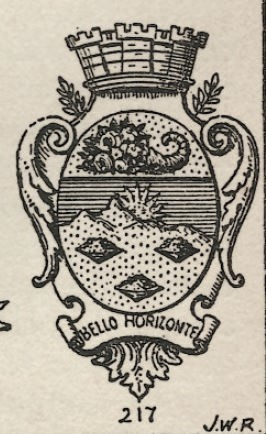
Proposta de J. Wasth Rodrigues, 1933, nunca adotada

No livro de 1933 "Brazões e Bandeiras do Brasil", o historiador e desenhista José Wasth Rodrigues propõe suas ideias de melhoria para o então brasão de Belo Horizonte. Ele descreve a proposta da seguinte forma:
Belo Horizonte, apesar de ser uma cidade nova, possui um brasão que muito raramente se vê reproduzido e que deve ser conservado, fazendo-se nele ligeiras modificações para melhorá-lo. Acrescentamos a esse brasão uma cornucópia com flores para consagrar a abundância e qualidade das suas flores, e mais tres batéias para lembrar a riqueza aurífera das montanhas que a cercam, principalmente o Morro Velho. Conservamos a mesma forma do escudo e os ornatos.
Brasão de armas - Escudo elíptico; em campo azul a Serra do Curral d'El Rey de ouro com um sol nascente do mesmo; carregada de três batéias cheias de terra salpicada de ouro, dispostas em roquete, ao natural; em chefe de prata, uma cornucópia despejando flores ao natural. Coroa mural de ouro e cartela: as mesmas que estão em uso, com o dístico: Belo Horizonte, em letras de ouro.